# Brokyrkan
Brokyrkan är en kyrkobyggnad i stadsdelen Skönsberg, Sundsvall och namnet på den församling som äger och har verksamhet i denna.
Församlingen Brokyrkan grundades i januari 1989 under namnet Bibelcentret, och var en avknoppning av Sundsvalls Metodistförsamling. Församlingen tog 1990 initiativet till bildandet av friskolan Kristna Skolan Oasen i Nacksta